# El Cerrito (Califórnia)
El Cerrito é uma cidade localizada no estado norte-americano da Califórnia, no Condado de Contra Costa. Foi incorporada em 23 de agosto de 1917. Pertence a região metropolitana de São Francisco.

## Geografia
De acordo com o United States Census Bureau, a cidade tem uma área de 9,6 km², onde todos os 9,6 km² estão cobertos por terra. Está localizada entre as baías de São Francisco e São Paulo.

### Localidades na vizinhança
O diagrama seguinte representa as localidades num raio de 24 km ao redor de El Cerrito.

## Demografia

### Censo 2010
Segundo o censo nacional de 2010, a sua população é de 23 549 habitantes e sua densidade populacional é de 2 464,04 hab/km². Possui 10 716 residências, que resulta em uma densidade de 1 121,27 residências/km².

### Censo 2000
De acordo com o censo nacional de 2000, a densidade populacional era de 2451,1/km² (6356,5/mi²) entre os 23.171 habitantes, distribuídos da seguinte forma:
- 57,79% caucasianos
- 8,54% afro-americanos
- 0,50% nativo americanos
- 24,38% asiáticos
- 0,25% nativos de ilhas do Pacífico
- 3,06% outros
- 5,48% mestiços
- 7,93% latinos

Existiam 5971 famílias na cidade, e a quantidade média de pessoas por residência era de 2,25 pessoas.